# Mari Aldon
Marija Aldona Pauliutė  (Tauragé, Lituania, 17 de noviembre de 1925–Las Vegas, 31 de octubre de 2004), más conocida como Mari Aldon, fue una actriz estadounidense nacida en Lituania.

## Primeros años
Mari Aldon nació en Tauragė, Lituania. Su padre, Antanas Paulius, era policía, y su madre, Antanina (Antosė) Paulienė, enfermera. El padre se trasladó a Estados Unidos en busca de trabajo. Poco después, cuando Mari tenía tres años, su madre también se trasladó a Toronto, Canadá con su hija. Allí, asistió a la Givens Public School y a la Central High School. Estudió ballet, teatro, piano y canto. Sus primeras actuaciones se publicaron en periódicos lituanos de Estados Unidos. Tenía una hermana.

## Carrera
Antes de empezar a trabajar en el cine, Aldon actuó durante 11 meses en una compañía itinerante de A Streetcar Named Desire y bailó con el Canadian Ballet. También actuó en la radio con Alan Young y en The Great Gildersleeve.

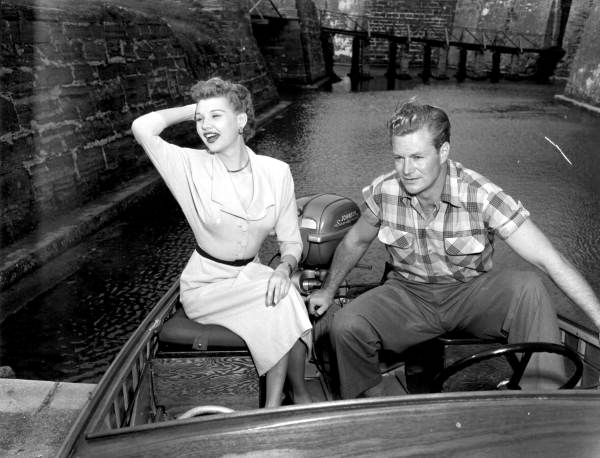
Aldon con Richard Webb en el estreno en Florida de Distant Drums (1951)

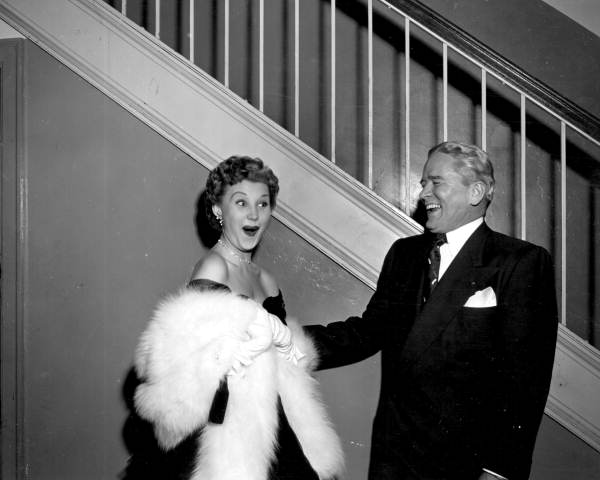
Aldon y Governor Warren en el estreno de Distant Drums en San Agustín, Florida, 1951

Tras debutar en la pantalla con un papel secundario en The Locket, fue evolucionando hasta interpretar papeles secundarios o principales. Su actuación más notable fue junto a Gary Cooper en el wéstern de 1951 Distant Drums. A mediados de la década de 1950 apareció en películas de cine B, como el thriller británico Mask of Dust (1954), o en papeles secundarios de películas más caras, como Summertime (1955), de David Lean.[cita requerida]
Después de este momento trabajó principalmente en televisión, como en el western Wagon Train de 1959 como Freda Johnson en "The Vivian Carter Story" (S2E23) y en 1960 como Hester Millikan en "The Jeremy Dow Story" (S4E14).[cita requerida] Actuó como invitada en un episodio de 1961 de Ichabod and Me.

## Vida personal
Aldon se casó con Tay Garnett en Londres, Inglaterra, el 13 de agosto de 1953. Su hija, Tiela Aldon Garnett (más tarde Daniels), nació en Los Ángeles, California, el 25 de octubre de 1955.
El 17 de enero de 1958, Aldon obtuvo la nacionalidad estadounidense. En agosto de 1970, Aldon solicitó el divorcio de Garnett en Los Ángeles, ella enviudó siete años después. Aldon y Garnett tenían un rancho, cerca de King Vidor en Paso Robles, California. En su ciudad natal de Tauragė, Lituania, aún viven parientes cercanos con los que mantuvo el contacto.

## Muerte
Aldon murió el 31 de octubre de 2004 en Las Vegas, a los 78 años, de cáncer.

## Filmografía
| Año  | Título                            | Papel                        | Notas                                         |
| ---- | --------------------------------- | ---------------------------- | --------------------------------------------- |
| 1946 | The Locket                        | Mary                         | Sin acreditar                                 |
| 1947 | Forever Amber                     | Bess                         | Escenas eliminadas                            |
| 1948 | A Woman's Vengeance               | Chica                        | Sin acreditar                                 |
| 1951 | Inside the Walls of Folsom Prison | Mrs. Daniels                 | Sin acreditar                                 |
| 1951 | Tomorrow Is Another Day           | Anfitriona de salón de baile | Sin acreditar                                 |
| 1951 | The Tanks Are Coming              | Patricia Kane                |                                               |
| 1951 | Distant Drums                     | Judy Beckett                 |                                               |
| 1952 | This Woman Is Dangerous           | Ann Jackson                  |                                               |
| 1953 | Tangier Incident                  | Millicent                    |                                               |
| 1954 | The Barefoot Contessa             | Myrna                        |                                               |
| 1954 | Mask of Dust                      | Patricia Wells               |                                               |
| 1955 | Summertime                        | Phyl Yaeger                  |                                               |
| 1968 | Live a Little, Love a Little      | Papel menor                  | Sin acreditar, (último papel cinematográfico) |